# ドンムアン駅
ドンムアン駅（ドンムアンえき、タイ語:สถานีรถไฟดอนเมือง）はタイ王国のバンコク都ドーンムアン区にある、タイ国有鉄道北本線及びダークレッドラインの駅。当記事では地上の旧駅（タイ語版）と高架新駅について併記する。

## 概要

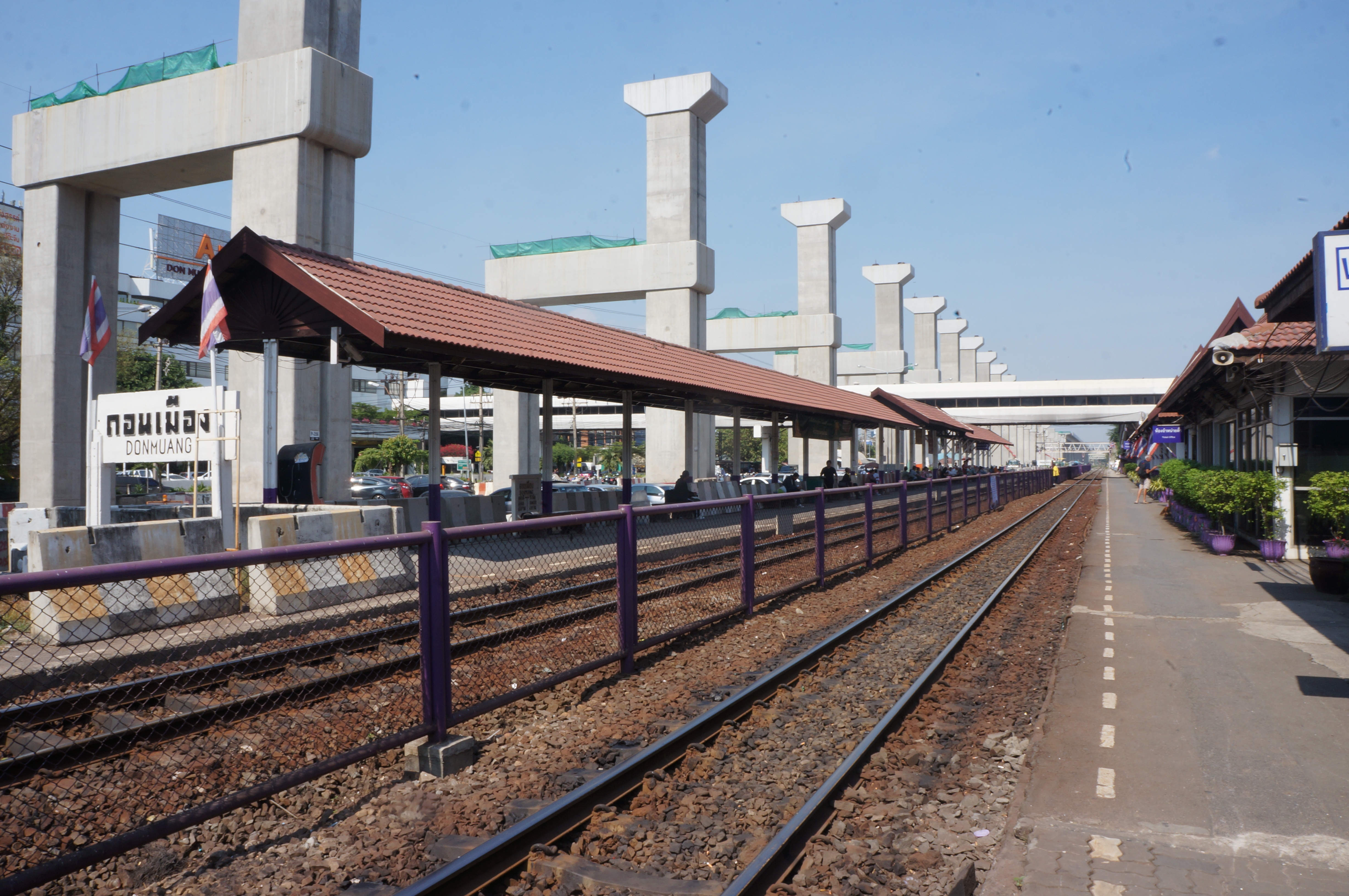
2017年のドンムアン駅構内

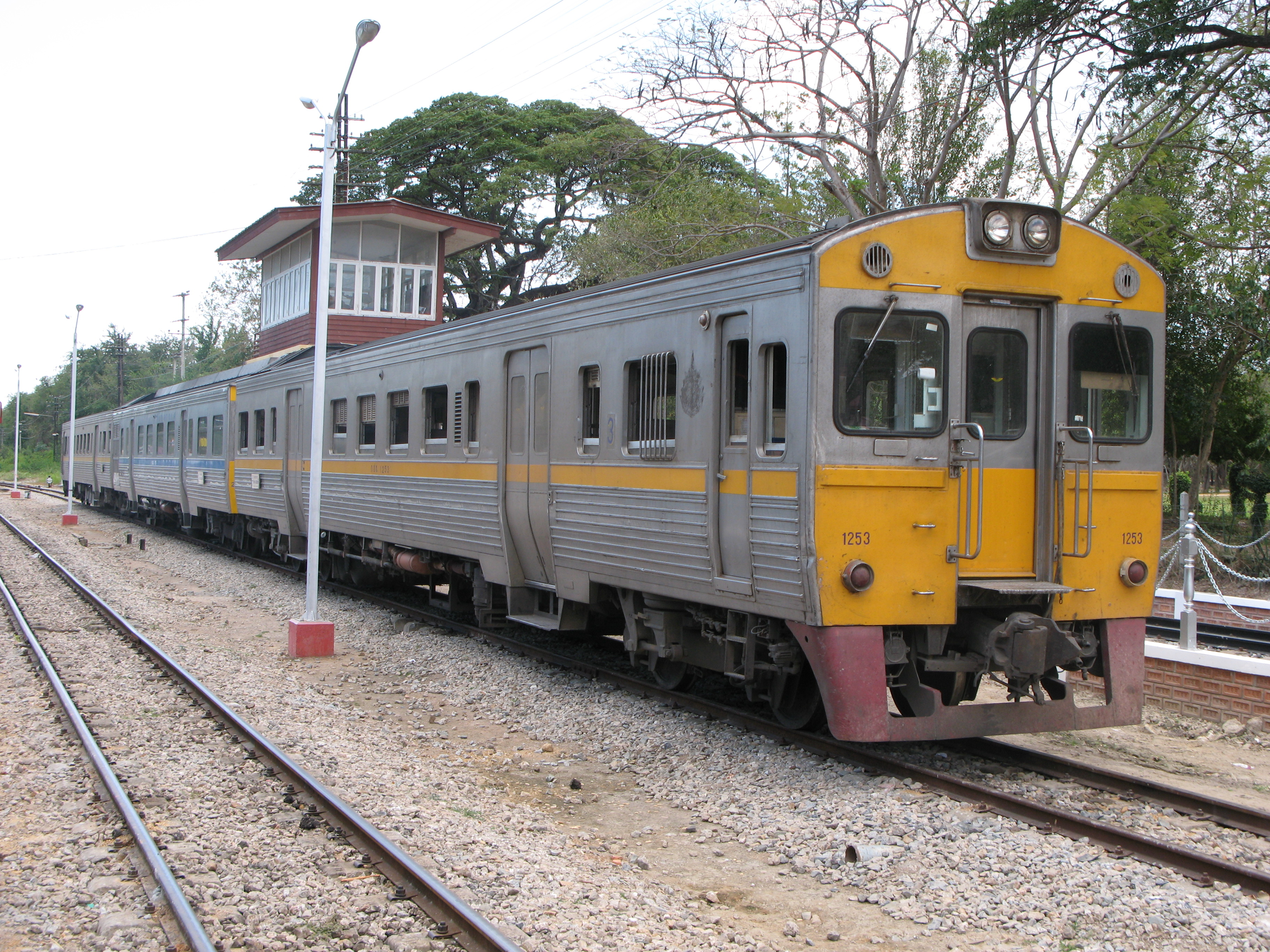
空港シャトル列車にも使用されたNKF型気動車（冷房付2等車組込編成）

ドンムアン駅はタイ王国バンコク都の、人口約17万人が暮らすドーンムアン区にある。
従来の地上駅の正面側は東向きであり、駅正面側を北本線と平行してウィパーワディーランシット通りが走っている。クルンテープ駅（バンコク）より22.21 km地点に位置し、普通列車利用で40分程度である。
2021年のダークレッドライン開通により、従来の地上駅の南側、タラートマイドンムアン停車場に併設するかたちで高架駅が開業した。
従来の地上駅はドンムアン空港の国際線ターミナル（第1ターミナル）の前に位置しており、空港との間は連絡歩道橋で結ばれている。また高架駅はドンムアン空港の国内線ターミナル（第2ターミナル）と連絡歩道橋で結ばれている。スワンナプーム国際空港が開港する以前はドンムアン空港利用客の輸送も多く、当駅 - クルンテープ駅間では空港シャトル列車の運行も行われていた。また、バンコク都市圏に位置していることから、朝ラッシュ時には当駅 - フワランポーン駅間の通勤列車も多数運行されていた。
しかしながら、2000年代に入り、空港シャトル列車はスワンナプーム国際空港の開港に伴い運行を終了し、通勤列車も、バンコク都心部の踏切による道路渋滞緩和を図るためほとんどが廃止され、当駅発着列車本数は大きく減少していた。
当駅を含む北本線ランシット駅以南の区間については、1990年代にBOT方式による鉄道高架化が計画・着工され、当駅構内でも直上高架方式による高架橋構造物が建設されていたが、1997年の同計画中止により建設は中断された。
その後2000年代になって、北本線沿いにバンコク北方へ向かう路線は「ダークレッドライン（濃赤線）」として円借款を活用して着工された。この計画では、タイ国鉄在来線の乗入れが可能な高架鉄道を建設するものとしており、当駅構内等に残存する高架橋構造物は改修して活用又は撤去することとされていた。
当初、全ての長距離列車がダークレッドライン開業時に高架線経由に移行する計画であったが諸事情によりしばらくは地上線を走行しており、当駅でも地上の旧ホームに停車していた。
2023年1月19日、北本線の列車が高架線経由に移行し、新駅の3階部分が開業。地上の旧ホームは使用停止となった。

### 将来
標準軌の電化路線であるエアポート・レール・リンク(ARL)が当駅まで延伸予定となっている。2021年の運営移管によりAERA 1 CITYと改称された既存系統、および今後建設されるウタパオ国際空港方面高速鉄道が乗り入れるAERA 1 HIGH SPEEDがあり、上下階層に分かれたARL専用増設ホームが現行の高架駅に隣接して建設される予定である。

## 歴史
タイ最初の官営鉄道であるクルンテープ駅-アユタヤ駅間が1897年3月26日に開業した。この時点で当駅はまだ開業しておらず、後の開業である。（正確な年月日は不明）
2021年8月2日、ダークレッドライン第1期区間のバーンスー - ランシット間で無料運行が開始された。ダークレッドラインは、新たに建設された高架駅に発着している。
前述のように、2023年にはエアポート・レール・リンクがパヤータイから当駅まで延伸開業する予定であったが、大幅に遅延している。

## 駅構造

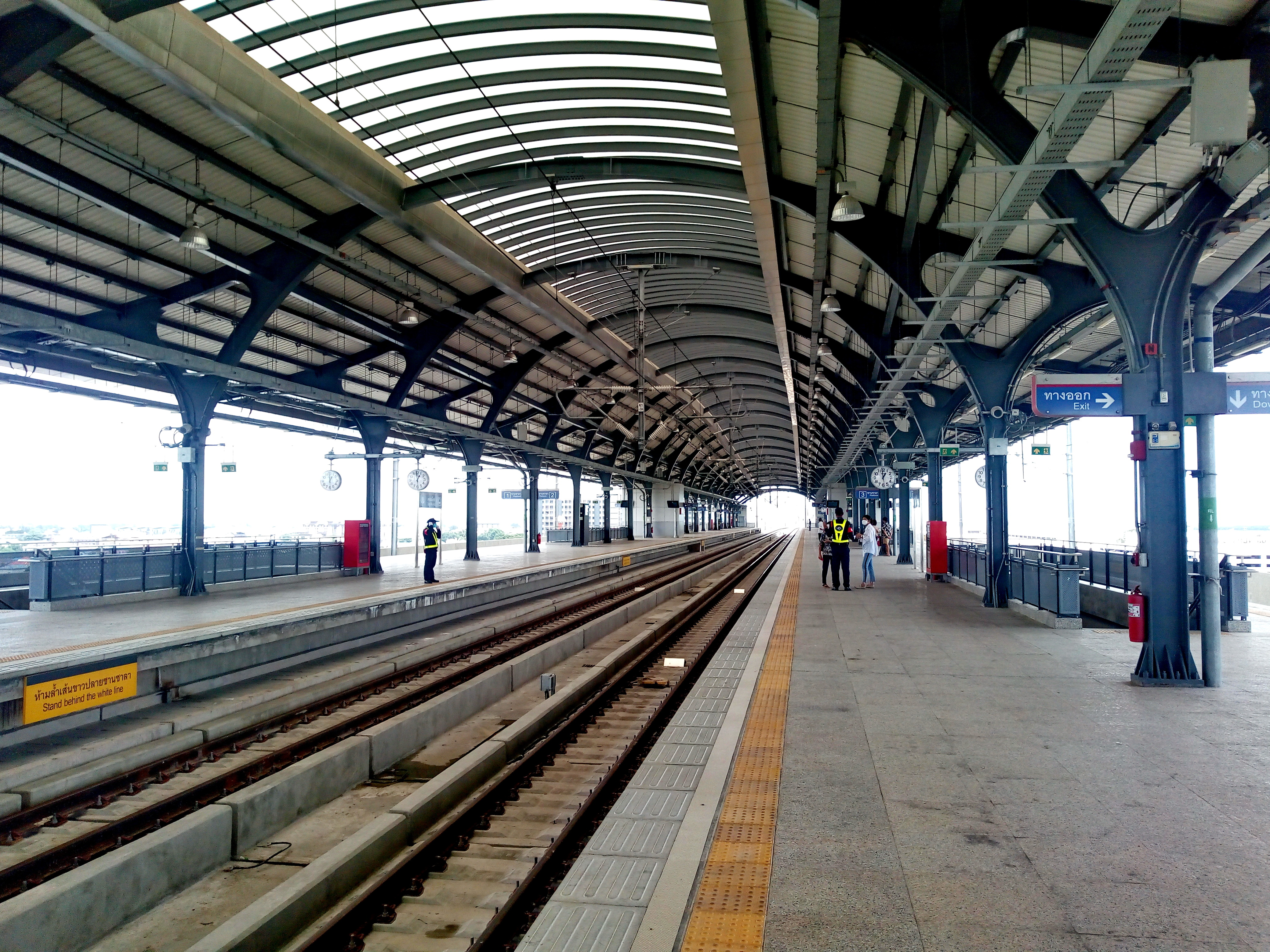
新駅のダークレッドライン発着ホーム

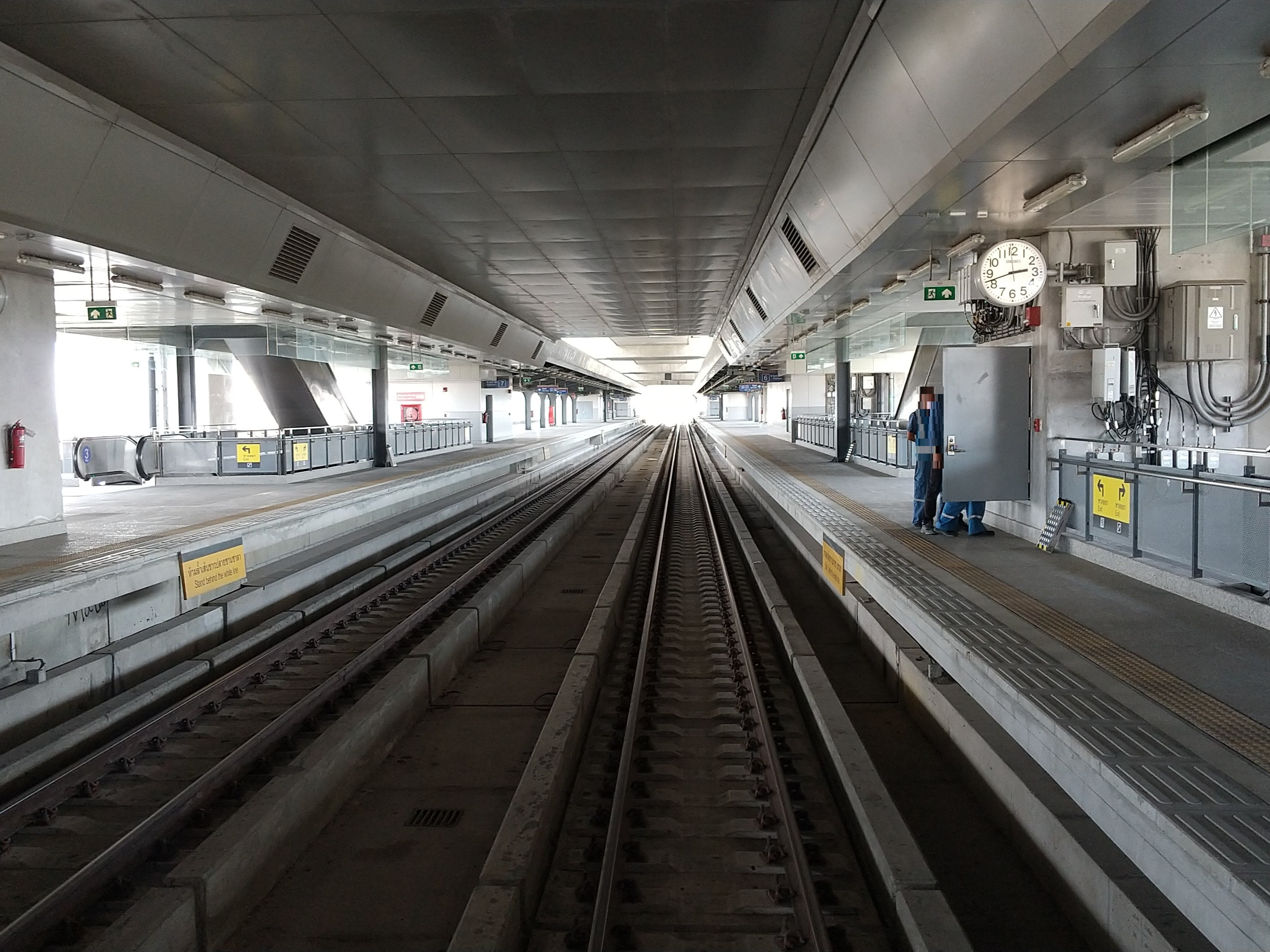
新駅の北本線発着ホーム

4層構造の高架駅で、1階が駅出入り口、2階がコンコース、3・4階がプラットホームとなっている。2階には、自動券売機、改札口がある。3階に5 - 8番線（2面4線）、4階に1 - 4番線（2面4線）の計4面8線が設置されている。
ダークレッドライン開業前の地上駅時代は相対式ホーム2面2線を有する地上駅であり、駅舎はホームに面していた。

### のりば

#### 新駅
| 番線 | 路線               | 行先                                           | 階層 |
| ---- | ------------------ | ---------------------------------------------- | ---- |
| 1・2 | ダークレッドライン | ランシット方面                                 | 4階  |
| 3・4 | ダークレッドライン | クルンテープ・アピワット中央方面               | 4階  |
| 5・6 | 北本線、東北本線   | バーンパーチー方面                             | 3階  |
| 7・8 | 北本線、東北本線   | クルンテープ・アピワット中央、クルンテープ方面 | 3階  |

#### 旧駅
| 番線 | 路線             | 行先                         | 階層 |
| ---- | ---------------- | ---------------------------- | ---- |
| 1    | 北本線、東北本線 | クルンテープ、バーンスー方面 | 地上 |
| 2    | 北本線、東北本線 | ランシット方面               | 地上 |

## 配線
当駅付近は地上と高架に分かれた複々線の本線、そしてダークレッドライン（高架）を合わせ三複線（複々々線）となっている。
当駅より北側の高架線（計4線）は系統別複々線となっている一方、南側については高架側本線がダークレッドラインの上下線間に割り込む形で同一階層となり、以南はクルンテープ・アピワット中央駅構内まで方向別複々線となる。

## 駅周辺
- ドンムアン空港
- ドンムアン新市場

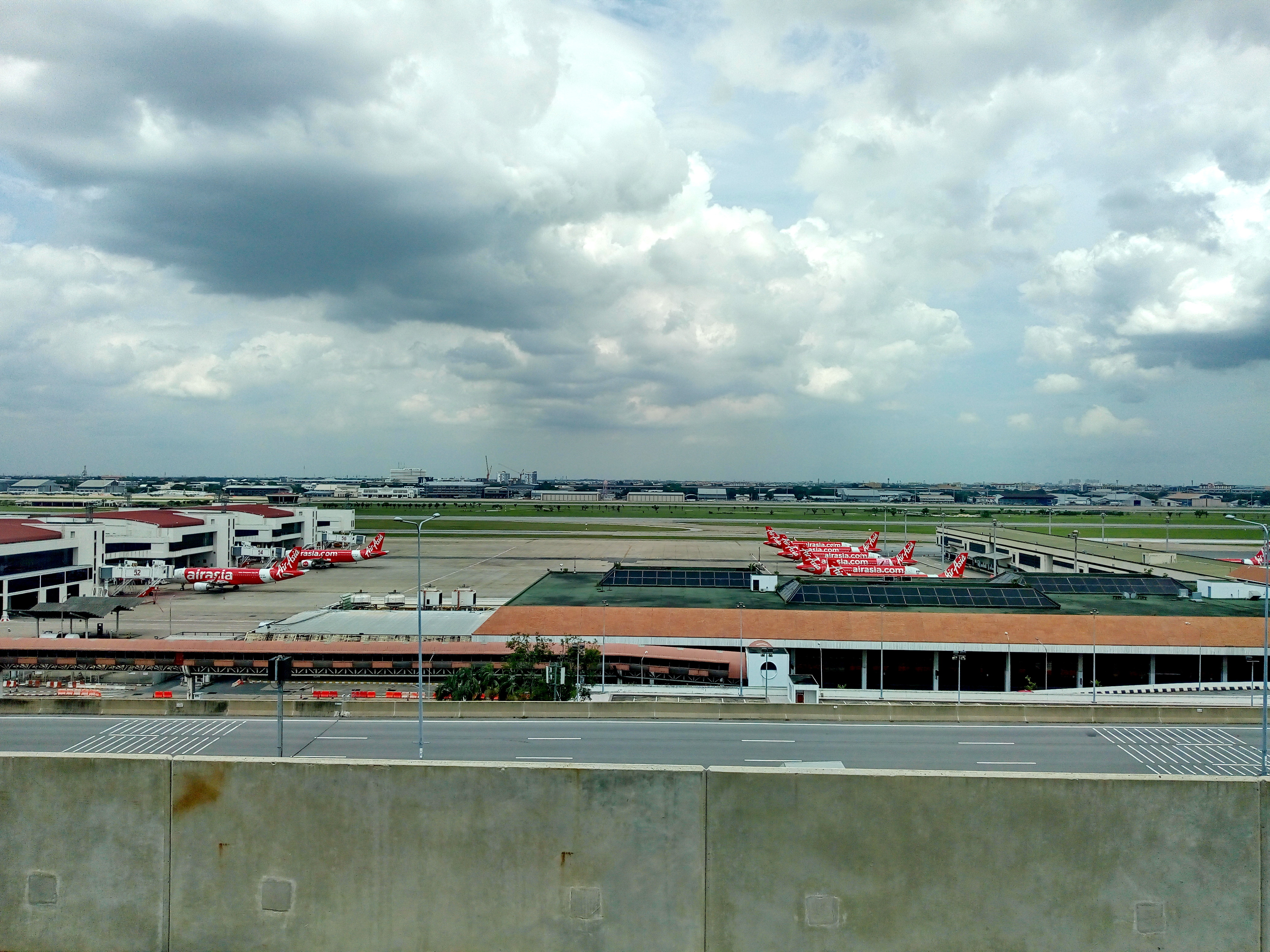
駅からドンムアン空港を望む。

- ドンムアンチャトゥラチンダ学校（タイ語版）
- ワット・ドンムアン（タイ語版）
- タイ空港公社本社
- ドーンムアン区役所

## 隣の駅
タイ国有鉄道
 ダークレッドライン
トゥンソンホン駅 (RN05) - ドンムアン駅 (RN06) - カンケーハ駅 (RN07)
北本線、東北本線
クルンテープ・アピワット中央駅・バーンスー（分岐）駅 - ドンムアン駅  - ランシット駅